# Jessica (гурт)
Jessica — музичний гурт в НДР, який базувався на музиці « Нова хвиля» та « Нова Німецька хвиля». Натхненням для створення групи був англійський гурт The Police.

## Історія гурту
Jessica була заснована у Ліхтенберзі у другій половині 1970-х років як студентська група Андре Дрехслера (гітара), Ральф Бьоме (клавіатура), Герд Херінг (друга гітара), Інго Фелікс (вокал) та Штефен Краузе (барабани). Назва групи — інструментальна п'єса Джессіка гурту The Allman Brothers Band. У 1981 році Грінг і Фелікс були зараховані в НВА. До них приєдналися Тіно Айзбреннер (вокал) та Джанек Скірецькі (бас), які також долучилися восени 1981 року, після чого група розпалася на півтора року. Дрехслер грав з тих пір до 1983 року в Perl. Бьоме і Краузе почали відбувати військову службу в 1982 році. Восени 1983 р. гурт відновив свою діяльність разом з Андре Дрешлер, Ральф Бьоме, Тіно Ейсбреннер та Янек Скірецькі, але вже з барабанщиком Олафом Беккером. Група потрапила до ЗМІ через пост англійської телевізійної команди з Tyne Tees Television, яка зняла документальний фільм про банди в Східному і Західному Берліні і випадково познайомилася з гуртом. Тоді вони випускали в студії Гюнтера Восільса (колишнього Modern Soul Band і Puhdys) трек, Ich such einen Traum'. Аматорська група була названа 1984 р. найпопулярнішою новоприбулою групою НДР газетою Junge Welt та Radio DDR. З 1984 по 1986 рік вони подорожували по всіх країнах Східного блоку, а в 1986 році випустили альбом Player, який продався у 180 000 примірників. На студійному виробництві Ich beobachte Dich Томас Клемм грав на тенор-саксофоні. Фолкер Шлотт записав для альбому Spieler і грав з Fun Horns у записах для сопрано-саксофона LP. У тому ж році група отримала професійну карту. Після конфліктів з Генеральним директором у Комітеті розважальних мистецтв, група була розпущена, і Дрешлер і Беккер мусили відбувати війському службу. Причиною цього було відмова групи виступити з місією « Рок заради миру» . У результаті Айсбреннер продовжив свою сольну кар'єру з деякими учасниками групи та запрошеними артистами, оскільки шеф єдиного зареєстрованого лейблу René Büttner відмовився випустити ще один альбом для гурту. З іншого боку, він був готовий підтримати сольну кар'єру з Айсбреннером. 1988 р. не вдалося відновити діяльність гурту.
Гурт складався з Андре Дрехслера та Ральфа Бьоме, а Тіно Айсбреннер писав тексти пісень. Фішкою гурту була музика, що орієнтувалася на молодь та червона кеппі, яку носив Айсбреннер.
Для двостороннього компакт-диску Айсбреннер — Ich beobachte dich — Songs aus drei Dekaden, Jessica 1981 знову зібралася разом. Там були старі пісні, але також і нова записана пісня під назвою «Auf der Reise» .

## Дискографія
Альбоми
- 1986: Spieler (Amiga) (Neuauflage 2002 mit Bonustiteln, Manana Records)
- 2011: Eisbrenner — Ich beobachte dich — Songs aus drei Dekaden (участь у одинадцяти номінаціях, Sony Music)

Сингли
- 1985: Mein Mut / Mama (Amiga)
- 1985: Erste Liebe (Marion Sprawe)/Nach der Schule (Jessica) (Amigo)
- 1993: Du verzauberst mich (BMG)

Музика у фільмах
- 1984: Я люблю Віктора
- 1985: Перше кохання (документація, директор Конрад Вейс)